# Bupares
Bupares is een geslacht van hooiwagens uit de familie Beloniscidae.
De wetenschappelijke naam Bupares is voor het eerst geldig gepubliceerd door Thorell in 1889. 

## Soorten
Bupares omvat de volgende 8 soorten:
- Bupares armatus
- Bupares caper
- Bupares chelicornis
- Bupares degerbolae
- Bupares granulatus
- Bupares pachytarsus
- Bupares stridulator
- Bupares trochanteralis